# Neochera stibostechia
Neochera stibostechia là một loài bướm đêm trong họ Erebidae.